# Brigada Diverse intră în acțiune
Brigada Diverse intră în acțiune, prescurtat uneori B.D. intră în acțiune, este un film de comedie românesc din 1970, regizat de Mircea Drăgan. Rolurile principale sunt interpretate de Toma Caragiu, Sebastian Papaiani, Puiu Călinescu, Dem Rădulescu, Jean Constantin și Iurie Darie. 
Acest film este primul din seria B.D. și prezintă două cazuri rezolvate de Brigada Fapte Diverse (prescurtată B.D.) a unei secții de miliție din România comunistă: furtul unui cățel și dispariția unei broșe. În ambele cazuri, rezolvarea acestor mărunțișuri a dus la descoperirea unor infracțiuni de mai mare importanță și anume uciderea șefului unui serviciu comercial de la o întreprindere (unde se petreceau delapidări) și furtul sistematic de mărfuri din Magazinul Universal Victoria.  

## Rezumat
Filmul este împărțit în două părți: Hoțul de cîini și Profesorul de mimică și prezintă rezolvarea a două cazuri de către membrii Brigăzii Fapte Diverse a unei secții de miliție: căpitanul Panait (Toma Caragiu), plutonierul Căpșună (Sebastian Papaiani), sergentul-major Cristoloveanu (Dumitru Furdui) și câinele lup Costel.

### Hoțul de cîini
În prima parte, Hoțul de cîini, maiorul Dobrescu (Iurie Darie) repartizează Brigăzii Fapte Diverse spre rezolvare reclamația doamnei Rizescu de pe strada Parfumului nr. 114 bis privitoare la furtului cățelului ei de companie, Pufi. În seara precedentă, mai precis între orele 19-21, doamna Rizescu se afla în vizită la o prietenă. În acel interval i-a pătruns cineva în locuință cu un șperaclu și i-a furat cățelul. Doamna Rizescu avea de obicei în casă un manechin pe care soțul ei îl modelase în ghips și care era așezat într-o poziție astfel încât să fie văzut de pe gaura cheii, dar acesta fusese dat în acea zi la reparat.
Analizând modul de pătrudere în locuință și obiectul furtului, căpitanul Panait îl bănuiește ca vinovat pe hoțul de câini recidivist Fănică Patraulea (Jean Constantin). Milițienii se duc la el acasă și Patraulea, deși neagă la început afirmând că el se logodise aseară cu domnișoara Luminița, recunoaște că a săvârșit furtul la cererea unui domn "pasionat de căței" care-i dăduse 200 de lei. El trebuia să se întâlnească în seara precedentă, la ora 22, pentru a-i da cățelul, dar individul nu a venit la întâlnire. Milițienii și Patraulea merg la casa doamnei Rizescu, iar Căpșună observă o urmă de pantof pe pervaz. Căpitanul Panait iese pe fereastră și observă că din apartamentul doamnei Rizescu se putea pătrunde în birourile I.C.S.M.D. Acolo este găsit cadavrul șefului Serviciului Comercial, care fusese omorât în seara trecută. 
În același timp, Căpșună cercetează împrejurimile, împreună cu câinele Costel, și îl arestează pe Dumitru Procop (Constantin Rauțchi), un individ care lucrase ca magazioner la cantina I.C.S.M.D. până în urmă cu șase luni, când fusese concediat pentru că sustrăgea alimente din magazia cantinei. Șapca acestuia plină de sânge i se găsește pe strada Parfumului nr. 114, iar urmele lăsate de pantofii săi coincid cu urma de pantof de pe pervazul din locuința doamnei Rizescu. Procop susține că șapca și pantofii îi dispăruseră de o săptămână. El se ocupa cu transportul de carne de porc și fusese rugat de un client să se ducă în acea seară pe strada Parfumului pentru a primi un nou transport. 
Doamna Rizescu declară că în urmă cu 10 zile i se propusese un schimb de locuință, un individ propunându-i o sumă enormă. Analizând fotografiile din fișierul Miliției, Patraulea și cu doamna Rizescu îl identifică pe cel care a plătit pentru furtul cățelului și respectiv individul care a cerut să facă schimb de locuință. Milițienii întind o cursă și sunt prinși doi angajați de la I.C.S.M.D. care făceau parte dintr-o rețea de persoane care furau cantități mari de marfă din întreprindere. Aceștia l-au ucis pe șeful Serviciului Comercial, care dorea să se retragă din rețea, și urmăreau să se dea vina pe Dumitru Procop. Profitând de lipsa domanei Rizescu și a cățelului, cei doi indivizi au pătruns în locuință, au ieșit pe fereastră și l-au ucis pe șeful Serviciului Comercial. Acuzat de violare de domiciliu, Patraulea este arestat și el.

### Profesorul de mimică
După furtul cățelului, maiorul Dobrescu repartizează Brigăzii Fapte Diverse spre rezolvare reclamația doamnei Venera Manolache de pe strada Mimozelor nr. 208 privitoare la dispariția unei broșe în valoare de 300 de lei. Reclamanta menționează că în aceeași zi vecinii au cumpărat un frigider. Deplasându-se la fața locului, căpitanul Panait află că Lucia, fata doamnei Manolache, dăduse broșa maestrului Trandafir (Puiu Călinescu), de la care lua lecții de mimică și mișcare scenică. Milițienii se duc acasă la profesorul de mimică și observă că acesta organiza cursuri de mimică, fără a poseda vreo diplomă sau autorizație, primind în schimb diverse obiecte pe care le comercializa.
Trandafir dădea lecții unor indivizi care doreau să o facă pe muții, pe surzii, orbii sau șchiopii, el calificând în realitate o generație întreagă de escroci. Aceștia îi dădeau obiecte furate, acasă la profesor fiind găsite obiecte în valoare de peste 150.000 lei. Milițienii sunt interesați de cazul unui om care dorea să facă pe statuia și o trimit sub acoperire pe lt. major Paula Deleanu pentru a afla cine este acel individ. 
Urmărindu-l pe Ion Stambuliu, „omul-statuie”, milițienii află că acesta își punea pe față o mască și se deghiza în manechin la Magazinul Universal Victoria, de unde, cu complicitatea unor angajați ai magazinului, sustrăgea de două săptămâni, în fiecare noapte, mărfuri în valoare de 3.000 - 10.000 de lei. Membrii Brigăzii Diverse organizează un flagrant, iar hoții sunt prinși și arestați. Trandafir este și el arestat pentru obținerea de venituri ilicite și posesia de bunuri furate.
În paralel, urmărirea lui Apostolescu, un individ care făcuse mai multe afaceri cu aur și cu bijuterii, duce la arestarea lui Gogu Steriade (Dem Rădulescu), prieten cu Patraulea și Trandafir, care primea autoturisme de la diferite persoane pentru a le face rodajul și le încredința unor infractori pentru a fi folosite la săvârșirea unor infracțiuni. 

## Distribuție
- Toma Caragiu - căpitanul Panait
- Sebastian Papaiani - plutonierul Căpșună
- Puiu Călinescu - maestrul Alexandru Trandafir
- Dem Rădulescu - Gheorghe (Gogu) Steriade (creditat Dem. Rădulescu)
- Jean Constantin - Ștefan (Fănică) Patraulea
- Iurie Darie - maiorul Dobrescu
- Dumitru Furdui - sergentul-major Cristoloveanu
- Ioana Drăgan - lt. major Paula Deleanu
- Boris Ciornei - Ion Marin Petrache
- Cella Dima - doamna Maria Rizescu
- Constantin Rauțchi - fostul magazioner Dumitru Procop
- George Mihăiță - brigadierul silvic Haralambie Harpalete din Nucșoara
- Valeria Marian - Lucia Manolache
- Dorin Dron - „domnul” care l-a plătit pe Patraulea să fure cățelul
- Crăița Enulescu - Luminița Mardare
- Sabin Făgărășanu - locotenentul Vidrașcu
- Gheorghe Oancea - locotenentul Pârvulescu
- Gina Petrini - doamna Venera Manolache
- Iulian Necșulescu - directorul I.C.S.M.D.
- Sorin Balaban - tipul cu ochelari negri și cămașa albă căruia Gogu îi predă mașina roșie
- Pompilia Vasiu - mama lui Trandafir
- Ovidiu Schumacher - Ioan Stambuliu, „omul statuie”
- Simon Negrilă - vecinul acuzat de furtul broșei
- Aurel Iosefini - iluzionistul
- Jean Lorin Florescu - instructorul de la penitenciar
- Nicolae Efrim - funcționarul care-i deschide ușa cpt. Panait intrat pe geam în biroul ICSMD
- Constantin Măru - Mărgică, hoțul care fura ștergătorul de parbriz
- Rodica Luca - soția șefului serviciului comercial de la I.C.S.M.D.
- Paula Rădulescu - secretara lui Gogu Steriade
- Victoria Dobre-Timonu - nevasta lui Dumitru Procop
- Mihai Opreanu
- Ion Ionașcu - juristconsult la I.C.S.M.D.
- Ștefan Bănică - Ion Fănică („Fane Încurcă-Lume”)

## Producție
Consiliul Culturii și Educației Socialiste a comandat realizarea a două filme cu milițieni (primele două din seria Brigada Diverse) pentru ca să repare imaginea dură a unui plutonier de miliție din filmul «Reconstituirea» regizat de Lucian Pintilie. Inițial erau programate să fie realizate doar două filme din colecția Brigada Diverse, dar ca urmare a marelui succes pe care primele filme l-au avut la public a fost filmată și un al treilea. După cum este specificat pe genericul de început, acest film a fost realizat cu sprijinul Inspectoratului General al Miliției, fiind folosiți pe post de consultanți colonelul Valeriu Buzea și căpitanul George Sandu.
Filmul a purtat inițial titlul „Brigada mărunțișuri”. Filmările au avut loc în perioada mai – octombrie 1970. Cheltuielile de producție s-au ridicat la 2.400.000 lei.
O parte din scene au fost filmate în diferite locuri din București care au fost demolate în anii '80 ai secolului al XX-lea, din dispoziția lui Nicolae Ceaușescu. Scenele din detenție au fost filmate la închisoarea Văcărești. Scenele din Restaurantul Odobești, unde Ștefan Bănică a cântat, sub numele de scenă Ion Fănică, câteva cântece compuse de Ion Cristinoiu pe versurile lui Mihai Dumbravă, au fost filmate într-un restaurant de pe strada Galați (azi Vasile Lascăr), care a fost demolat ulterior.  Printre melodiile interpretate de Ștefan Bănică a devenit cunoscut un cântec care începe cu următoarele versuri: „Eu sunt Fane-ncurcă-lume/ Mi-am făcut în târg renume/ De te uiți în ochii mei/ N-ai să știi cât ai să bei!”. În acel local au fost prezentate și o serie de numere de iluzionism realizate de Aurel Iosefini. 
Deoarece regizorul Mircea Drăgan era obișnuit să regizeze filme istorice și nu comedii, actorii au primit puține indicații la filmări, fiind lăsați să improvizeze. Jean Constantin a afirmat că regizorul îi lăsa liberi, iar „multe replici îmi aparțin, improvizam foarte mult”. În film a jucat și soția regizorului, actrița Ioana Drăgan.
Atmosfera pe platoul era foarte destinsă, iar membrii echipei tehnice (printre care și regizorul Mircea Drăgan) se amuzau copios la filmări și le venea greu să se concentreze. După cum și-a amintit mai târziu operatorul Nicolae Mărgineanu, actorul Jean Constantin, care îl interpreta pe Patraulea, obișnuia să mai întârzie uneori la filmări pentru că făcea naveta cu trenul de la Constanța. În timp ce acesta era așteptat, Toma Caragiu zicea cu o voce inimitabilă: „Paștele mamei lui de țigan! Ăsta precis a furat ceva din tren. L-au prins și de-aia nu mai vine…”.
O scenă a fost filmată în frizeria închisorii Văcărești, în care actorul Jean Constantin urma să fie tuns. Fără ca echipa de filmare să-și dea seama, „a apărut chiar frizerul închisorii, un tip uriaș, care l-a luat brutal de păr pe Jean și era cât pe ce să-l radă corespunzător, crezând că e un nou deținut.”
Au existat probleme cu filmarea cadrelor în care apărea câinele polițist Costel. Acesta se numea în realitate Rurich și era un câine ciobănesc german, dresat, adus pentru filmări chiar de la Miliție. După 12 ore de filmare, de oboseală sau de plictiseală, câinele începea să latre din senin și nu se mai oprea. Pentru a-l îmblânzi, actorul Sebastian Papaiani (plutonierul Căpșună în film) venea la filmare cu o pungă plină cu ficat de porc și îi dădea să mănânce.

## Recepție
Filmul Brigada Diverse intră în acțiune a avut parte de un mare succes la public, fiind vizionat de 4.618.451 de spectatori la cinematografele din România, după cum atestă o situație a numărului de spectatori înregistrat de filmele românești de la data premierei și până la data de 31.12.2007 alcătuită de Centrul Național al Cinematografiei. 
Criticul Călin Căliman considera în lucrarea „Istoria filmului românesc (1897-2000)” (2000) că seria B.D.-urilor a mizat pe microrecitalurile unor actori de comedie versați precum Dem Rădulescu, Jean Constantin, Puiu Calinescu, Toma Caragiu, Sebastian Papaiani, George Mihăiță sau Vasilica Tastaman, fiind prezentate aventurile a trei borfași simpatici. Reacțiile critice au fost însă împărțite pe un palier destul de larg. 
Profesorul Florian Potra sublinia că acest film este „o reușită parțială”. El consideră că punctele forte erau prezența în distribuție a celor mai buni actori comici de la acel moment, câteva glume amuzante, realizarea de către „o echipă de tehnicieni ireproșabili”. Reușita este considerată doar parțială, pentru că a doua jumătate a distribuției interpretează în stil amatoricesc, ritmul nu este alert pe tot parcursul filmului, iar unele glume sunt forțate sau de un gust îndoielnic. Irina Coroiu considera că succesul filmelor din seria B.D. se datorează distribuției „de aur” a unor mari comici, cărora li s-au oferit roluri „pline de sevă”. 
Criticul Tudor Caranfil a dat filmului două stele din cinci și a făcut următorul comentariu: „Comedie realizată cu complicitatea „organelor” de Miliție, pentru evidente ținte mediatice. Intriga rudimentară e susținută într-un abundent dialog regulamentar, animat de actori cu „cârlige estradistice”. Când nu are dialog, Puiu Călinescu strecoară câteva demonstrații antologice de pantomimă. Ca atracții, mai cităm: Bănică lansându-se în cântece de chef („Eu sunt Fane Încurcă-Lume” de Ion Cristinoiu care a asigurat muzica întregului triptic) și colecția de măști a lui Bob Călinescu.” 
Jurnalistul Cristian Tudor Popescu, doctor în cinematografie și profesor asociat la UNATC, considera Brigada Diverse intră în acțiune drept un film cu caracter politic și propagandistic al epocii comuniste. În opinia lui, Seria „Brigada Diverse” ar fi fost realizată la inițiativa autorităților politice ca o contrapondere la filmul Reconstituirea (1970).  Acțiunea filmului are loc în „socialismul consolidat”  în care nu există „crime teribile, hoții de mare anvergură, comploturi antistatale, pentru simplul motiv că așa ceva nu se poate întâmpla în Republica Socialistă România, unde covârșitoarea majoritate a cetățenilor muncesc cinstit”. Din cauza lipsei marilor infracțiuni, Brigada Diverse este forțată să se ocupe cu mici găinării, iar răufăcătorii nu au nicio șansă de scăpare în fața milițienilor inteligenți. Ofițerii și subofițerii de miliție din film sunt prezentați ca „oameni inteligenți, educați, culți, cu simțul umorului, corecți prin vocație și apărători ai cetățenilor onești”, ei fiind interpretați de actori simpatizați de public; autoritățile politice ar fi dorit astfel să facă uitată imaginea milițienilor din viața reală, considerate de jurnalist a fi „brute microcefale, corupți și răi, comportându-se discreționar și mitocănește cu cetățenii”.
În general se recomandă citirea printre rânduri a celor afirmate de "doctorul" CTP.